# Paul Puk Kun Pal
Paul Puk Kun Pal (* 12. Februar 2000) ist ein südsudanesischer Fußballspieler. 

## Karriere

### Verein
Paul Puk Kun Pal stand bis Anfang Juli 2019 beim Munuki FC in seinem Heimatland unter Vertrag. Der Verein aus Juba spielte in der höchsten Liga des Landes, der South Sudan Football Championship. Am 5. Juli 2019 wechselte er nach Südkorea. Hier unterschrieb er einen Vertrag beim Goyang Citizen FC. Mit dem Verein aus Goyang spielte er in der fünften Liga, der damaligen K3 League Basic. Im Januar 2020 wechselte er nach Yangju zum Drittligisten Yangju Citizen FC. Mit Yangju spielte er viermal in der dritten Liga. Im Januar 2021 nahm ihn der Ligakonkurrent Ulsan Citizen FC unter Vertrag.

### Nationalmannschaft
Paul Puk Kun Pal spielt seit 2019 für die südsudanesische Nationalmannschaft. Sein Debüt in der Nationalelf gab er am 17. November 2019 in einem Qualifikationsspiel für den Afrika-Cup gegen Burkina Faso. Burkina Faso gewann das Spiel mit 2:1.